# Marec
Marec (albanisch auch Mareci, oder auch Marevc/-i, serbisch Маревце Marevce) ist ein Dorf im Osten Kosovos, welches zur Gemeinde Pristina gehört.

## Name
Der Ortsname ist eine Toponymisierung des Familiennamens Marojevci. Dieser wiederum stammt vom kroatischen Personenname Maroje (von „Marin“) mit dem Suffix -evci ab. Im Mittelalter waren in dieser Umgebung zahlreiche Ragusaner sowie Sachsen ansässig.

## Geographie
Marec liegt östlich der Hauptstadt Pristina im hügeligen Hochland Gollak.
Marec besteht aus den Ortsteilen Rekekolla, Nizhnakolla, Bullovit/Bullaj, Vrajollaj, Markesh, Golemivada/Gulmivada, Bujakaj, Haxhovit, Shimçiq, Vakovc, Vitia, Simojt, Mudripotok, Kllokoq, Pacaj, Metevit/Metaj, Gërbesh und Vllasalit, die sich über ein relativ weiträumiges Gebiet verteilen. Einige dieser Ortsteile waren historisch gesehen eigene Dörfer, haben aber heute nurmehr den Status als Ortslage von Marec.

## Bevölkerung
Bei der Volkszählung 2011 wurden für Marec 432 Einwohner erfasst. Alle von ihnen (100 %) gaben an, Albaner zu sein.
| Volkszählung | 1948 | 1953 | 1961 | 1971 | 1981 | 1991 | 2011 |
| ------------ | ---- | ---- | ---- | ---- | ---- | ---- | ---- |
| Einwohner    | 2850 | 3101 | 2978 | 2985 | 2456 | 2490 | 432  |

## Persönlichkeiten
- Behgjet Pacolli (* 1951), Unternehmer und Politiker
- Ibrahim Makolli (* 1968), Politiker und Menschenrechtler